# Genesys 300 2020
De Genesys 300 2020 was een motorrace die werd gehouden op 6 juni 2020 op de Texas Motor Speedway in Fort Worth, Texas. Het was het openingsevenement van de IndyCar Series 2020, vanwege afgelastingen en uitstel in verband met de COVID-19 pandemie.

## Achtergrond
Op 7 mei 2020 werd aangekondigd dat het seizoen zou beginnen met een verkort, eendaags evenement op de Texas Motor Speedway. Hoewel het de bedoeling was dat het evenement zonder toeschouwers zou plaatsvinden, volgde Sonic Automotive (dat eigenaar is van het circuit via haar dochteronderneming Speedway Motorsports) het protocol dat werd gebruikt tijdens hun NASCAR-weekend in Charlotte, door eigenaars en huurders van het Turn 2 Lone Star Towers kantoor- en appartementencomplex kaartjes en parkeerkaarten te geven om het evenement vanuit hun units te bekijken. Coureurs en crewleden werden onderworpen aan protocollen voor sociale afstand en gezondheidsonderzoeken, en het gebruik van gezichtsbedekking was verplicht. De trainingen, de kwalificatie en de race vonden op dezelfde dag plaats, waardoor de race moest worden ingekort van 248 ronden of ongeveer 600 kilometer tot 200 ronden.
Omdat Firestone door de pandemie geen nieuwe bandencompounds kon produceren voor de race, werden bestaande compounds gebruikt. De rechterbanden waren oorspronkelijk geproduceerd voor tests op het circuit in 2019, om de effecten te simuleren van het nieuwe aeroscreen dat voor het seizoen 2020 op alle voertuigen werd geïntroduceerd. De linkerbanden werden oorspronkelijk geproduceerd voor de Indianapolis 500 van 2019. Vanwege deze bandafwijkingen eisten Firestone en IndyCar dat deze banden na 35 ronden gebruik werden vervangen, waarbij elke auto negen sets banden kreeg om over de hele dag te gebruiken.

## Inschrijvingen
In mei 2020 maakte DragonSpeed bekend dat het voorrang wilde geven aan een deelname aan de verschoven Indianapolis 500, zodat het zich in eerste instantie kon richten op zijn kernactiviteiten in de European Le Mans Series. Op 2 juni trok Carlin zijn deelname aan de race met de #31 terug, vanwege de economische gevolgen van de pandemie in Europa.
Alle auto's reden in een Dallara safety tub met de door IndyCar voorgeschreven Universal Aero Kit 18. Alle wagens gebruikten ook Firestone banden.
W = eerdere winnaar
R = rookie
| No.   | Coureur           | Team                                                          | Motor     |
| ----- | ----------------- | ------------------------------------------------------------- | --------- |
| 2     | Josef Newgarden W | Team Penske                                                   | Chevrolet |
| 4     | Charlie Kimball   | A. J. Foyt Enterprises                                        | Chevrolet |
| 5     | Patricio O'Ward   | Arrow McLaren SP                                              | Chevrolet |
| 7     | Oliver Askew R    | Arrow McLaren SP                                              | Chevrolet |
| 8     | Marcus Ericsson   | Chip Ganassi Racing                                           | Honda     |
| 9     | Scott Dixon W     | Chip Ganassi Racing                                           | Honda     |
| 10    | Felix Rosenqvist  | Chip Ganassi Racing                                           | Honda     |
| 12    | Will Power W      | Team Penske                                                   | Chevrolet |
| 14    | Tony Kanaan W     | A. J. Foyt Enterprises                                        | Chevrolet |
| 15    | Graham Rahal W    | Rahal Letterman Lanigan Racing                                | Honda     |
| 18    | Santino Ferrucci  | Dale Coyne Racing with Vasser-Sullivan                        | Honda     |
| 20    | Ed Carpenter W    | Ed Carpenter Racing                                           | Chevrolet |
| 21    | Rinus Veekay R    | Ed Carpenter Racing                                           | Chevrolet |
| 22    | Simon Pagenaud    | Team Penske                                                   | Chevrolet |
| 26    | Zach Veach        | Andretti Autosport                                            | Honda     |
| 27    | Alexander Rossi   | Andretti Autosport                                            | Honda     |
| 28    | Ryan Hunter-Reay  | Andretti Autosport                                            | Honda     |
| 29    | James Hinchcliffe | Andretti Autosport                                            | Honda     |
| 30    | Takuma Sato       | Rahal Letterman Lanigan Racing                                | Honda     |
| 55    | Álex Palou R      | Dale Coyne Racing with Team Goh                               | Honda     |
| 59    | Conor Daly        | Carlin                                                        | Chevrolet |
| 60    | Jack Harvey       | Meyer Shank Racing                                            | Honda     |
| 88    | Colton Herta      | Andretti Harding Steinbrenner Autosport                       | Honda     |
| 98    | Marco Andretti    | Andretti Herta Autosport with Marco Andretti & Curb-Agajanian | Honda     |
| Bron: |                   |                                                               |           |

### Teruggetrokken
| No. | Coureur    | Team        | Motor     |
| --- | ---------- | ----------- | --------- |
| 31  | Onbenoemd  | Carlin      | Chevrolet |
| 81  | Ben Hanley | DragonSpeed | Chevrolet |

## Classificatie

### Training
De training liep op de wedstrijddag van 12:30 tot 14:30 CT.
| Pos.  | No. | Coureur           | Tijd    | Gem. snelheid |
| ----- | --- | ----------------- | ------- | ------------- |
| 1     | 9   | Scott Dixon W     | 24.0006 | 347.610 km/h  |
| 2     | 88  | Colton Herta      | 24.1689 | 345.190 km/h  |
| 3     | 5   | Patricio O'Ward   | 24.1875 | 344.924 km/h  |
| 4     | 26  | Zach Veach        | 24.1906 | 344.879 km/h  |
| 5     | 98  | Marco Andretti    | 24.1945 | 344.824 km/h  |
| 6     | 30  | Takuma Sato       | 24.2437 | 344.120 km/h  |
| 7     | 1   | Josef Newgarden W | 24.3029 | 343.286 km/h  |
| 8     | 22  | Simon Pagenaud    | 24.3128 | 343.146 km/h  |
| 9     | 15  | Graham Rahal W    | 24.3179 | 343.074 km/h  |
| 10    | 10  | Felix Rosenqvist  | 24.3974 | 341.957 km/h  |
| 11    | 4   | Charlie Kimball   | 24.4184 | 341.662 km/h  |
| 12    | 12  | Will Power W      | 24.4281 | 341.527 km/h  |
| 13    | 8   | Marcus Ericsson   | 24.4408 | 341.348 km/h  |
| 14    | 55  | Álex Palou R      | 24.4446 | 341.295 km/h  |
| 15    | 7   | Oliver Askew R    | 24.4842 | 340.743 km/h  |
| 16    | 27  | Alexander Rossi   | 24.4853 | 340.729 km/h  |
| 17    | 29  | James Hinchcliffe | 24.4979 | 340.553 km/h  |
| 18    | 20  | Ed Carpenter W    | 24.5508 | 339.819 km/h  |
| 19    | 14  | Tony Kanaan W     | 24.5521 | 339.802 km/h  |
| 20    | 59  | Conor Daly        | 24.5561 | 339.745 km/h  |
| 21    | 28  | Ryan Hunter-Reay  | 24.6094 | 338.955 km/h  |
| 22    | 18  | Santino Ferrucci  | 24.6094 | 338.955 km/h  |
| 23    | 21  | Rinus Veekay R    | 25.0564 | 337.790 km/h  |
| 24    | 60  | Jack Harvey       | 25.2599 | 330.279 km/h  |
| Bron: |     |                   |         |               |

### Kwalificatie
| Pos.  | No. | Coureur           | Ronde 1         | Ronde 2         | Totaal    | Gem. snelheid |
| ----- | --- | ----------------- | --------------- | --------------- | --------- | ------------- |
| 1     | 1   | Josef Newgarden W | 24.0227         | 24.0351         | 48.0578   | 347.200 km/h  |
| 2     | 9   | Scott Dixon W     | 24.0393         | 24.0413         | 48.0806   | 347.036 km/h  |
| 3     | 22  | Simon Pagenaud    | 24.0507         | 24.0686         | 48.1193   | 346.756 km/h  |
| 4     | 28  | Ryan Hunter-Reay  | 24.2439         | 24.1344         | 48.3783   | 344.900 km/h  |
| 5     | 26  | Zach Veach        | 24.2942         | 24.1588         | 48.4530   | 344.369 km/h  |
| 6     | 12  | Will Power W      | 24.2708         | 24.1937         | 48.4645   | 344.287 km/h  |
| 7     | 15  | Graham Rahal W    | 24.2734         | 24.2029         | 48.4763   | 344.203 km/h  |
| 8     | 27  | Alexander Rossi   | 24.2336         | 24.2855         | 48.5191   | 343.899 km/h  |
| 9     | 10  | Felix Rosenqvist  | 24.3100         | 24.2384         | 48.5484   | 343.692 km/h  |
| 10    | 14  | Tony Kanaan W     | 24.3959         | 24.1917         | 48.5876   | 343.415 km/h  |
| 11    | 98  | Marco Andretti    | 24.2882         | 24.3444         | 48.6326   | 343.096 km/h  |
| 12    | 4   | Charlie Kimball   | 24.4347         | 24.2917         | 48.7264   | 342.436 km/h  |
| 13    | 20  | Ed Carpenter W    | 24.4153         | 24.3261         | 48.7414   | 342.330 km/h  |
| 14    | 88  | Colton Herta      | 24.3807         | 24.3648         | 48.7455   | 342.303 km/h  |
| 15    | 29  | James Hinchcliffe | 24.3560         | 24.4109         | 48.7669   | 342.151 km/h  |
| 16    | 55  | Álex Palou R      | 24.5459         | 24.2437         | 48.7896   | 341.992 km/h  |
| 17    | 8   | Marcus Ericsson   | 24.4232         | 24.4733         | 48.8965   | 341.245 km/h  |
| 18    | 5   | Patricio O'Ward   | 24.4068         | 24.4959         | 48.9027   | 341.202 km/h  |
| 19    | 59  | Conor Daly        | 24.5452         | 24.4934         | 49.0386   | 340.256 km/h  |
| 20    | 7   | Oliver Askew R    | 24.7092         | 24.4657         | 49.1749   | 339.312 km/h  |
| 21    | 60  | Jack Harvey       | 25.2665         | 25.1499         | 50.4164   | 330.957 km/h  |
| 22    | 30  | Takuma Sato       | Gecrasht        | Gecrasht        | Geen tijd | Geen          |
| 23    | 21  | Rinus Veekay R    | Niet geprobeerd | Niet geprobeerd | Geen tijd | Geen          |
| 24    | 18  | Santino Ferrucci  | Niet geprobeerd | Niet geprobeerd | Geen tijd | Geen          |
| Bron: |     |                   |                 |                 |           |               |

### Race
| Pos.  | No. | Coureur           | Team                                                        | Motor     | Rondes | Tijd         | Pit stops | Grid | Geleide ronden | Pts. |
| ----- | --- | ----------------- | ----------------------------------------------------------- | --------- | ------ | ------------ | --------- | ---- | -------------- | ---- |
| 1     | 9   | Scott Dixon W     | Chip Ganassi Racing                                         | Honda     | 200    | 1:38:37.7648 | 5         | 2    | 157            | 53   |
| 2     | 22  | Simon Pagenaud    | Team Penske                                                 | Chevrolet | 200    | +4.410       | 5         | 3    |                | 40   |
| 3     | 1   | Josef Newgarden W | Team Penske                                                 | Chevrolet | 200    | +5.806       | 5         | 1    | 41             | 37   |
| 4     | 26  | Zach Veach        | Andretti Autosport                                          | Honda     | 200    | +6.577       | 5         | 5    | 2              | 33   |
| 5     | 20  | Ed Carpenter W    | Ed Carpenter Racing                                         | Chevrolet | 200    | +6.948       | 5         | 13   |                | 30   |
| 6     | 59  | Conor Daly        | Carlin                                                      | Chevrolet | 200    | +7.576       | 5         | 19   |                | 28   |
| 7     | 88  | Colton Herta      | Andretti Harding Steinbrenner Autosport                     | Honda     | 200    | +8.055       | 5         | 14   |                | 26   |
| 8     | 28  | Ryan Hunter-Reay  | Andretti Autosport                                          | Honda     | 200    | +8.310       | 6         | 4    |                | 24   |
| 9     | 7   | Oliver Askew R    | Arrow McLaren SP                                            | Chevrolet | 200    | +8.694       | 5         | 20   |                | 22   |
| 10    | 14  | Tony Kanaan W     | A. J. Foyt Enterprises                                      | Chevrolet | 200    | +8.963       | 5         | 10   |                | 20   |
| 11    | 4   | Charlie Kimball   | A. J. Foyt Enterprises                                      | Chevrolet | 199    | Contact      | 6         | 12   |                | 19   |
| 12    | 5   | Patricio O'Ward   | Arrow McLaren SP                                            | Chevrolet | 199    | +1 ronde     | 5         | 18   |                | 18   |
| 13    | 12  | Will Power W      | Team Penske                                                 | Chevrolet | 199    | +1 ronde     | 5         | 6    |                | 17   |
| 14    | 98  | Marco Andretti    | Andretti Herta Autosport w/ Marco Andretti & Curb-Agajanian | Honda     | 199    | +1 ronde     | 5         | 11   |                | 16   |
| 15    | 27  | Alexander Rossi   | Andretti Autosport                                          | Honda     | 199    | +1 ronde     | 7         | 8    |                | 15   |
| 16    | 60  | Jack Harvey       | Meyer Shank Racing                                          | Honda     | 199    | +1 ronde     | 5         | 21   |                | 14   |
| 17    | 15  | Graham Rahal W    | Rahal Letterman Lanigan Racing                              | Honda     | 198    | +2 rondes    | 7         | 7    |                | 13   |
| 18    | 29  | James Hinchcliffe | Andretti Autosport                                          | Honda     | 198    | +2 rondes    | 5         | 15   |                | 12   |
| 19    | 8   | Marcus Ericsson   | Chip Ganassi Racing                                         | Honda     | 196    | +4 rondes    | 6         | 17   |                | 11   |
| 20    | 10  | Felix Rosenqvist  | Chip Ganassi Racing                                         | Honda     | 190    | Contact      | 5         | 9    |                | 10   |
| 21    | 18  | Santino Ferrucci  | Dale Coyne Racing w/ Vasser-Sullivan                        | Honda     | 156    | Mechanisch   | 4         | 23   |                | 9    |
| 22    | 21  | Rinus Veekay R    | Ed Carpenter Racing                                         | Chevrolet | 36     | Contact      | 1         | 24   |                | 8    |
| 23    | 55  | Álex Palou R      | Dale Coyne Racing w/ Team Goh                               | Honda     | 36     | Contact      | 1         | 16   |                | 7    |
| DNS   | 30  | Takuma Sato       | Rahal Letterman Lanigan Racing                              | Honda     | 0      | Niet gestart | 0         | 22   |                | 6    |
| Bron: |     |                   |                                                             |           |        |              |           |      |                |      |

#### Statistieken
Gemiddelde snelheid: 281.959 km/u.
Veranderingen van koploper: 5
| Verdeling koplopers | Verdeling koplopers | Verdeling koplopers | Verdeling koplopers |
| Van                 | Tot                 | Totaal              | Driver              |
| ------------------- | ------------------- | ------------------- | ------------------- |
| 1                   | 31                  | 31                  | Josef Newgarden     |
| 32                  | 34                  | 3                   | Scott Dixon         |
| 35                  | 36                  | 2                   | Zach Veach          |
| 37                  | 80                  | 44                  | Scott Dixon         |
| 81                  | 90                  | 10                  | Josef Newgarden     |
| 91                  | 200                 | 110                 | Scott Dixon         |
| Bron:               |                     |                     |                     |

| Gele vlaggen: 4 voor 24 ronden | Gele vlaggen: 4 voor 24 ronden | Gele vlaggen: 4 voor 24 ronden | Gele vlaggen: 4 voor 24 ronden                     |
| Van                            | Tot                            | Totaal                         | Reden                                              |
| ------------------------------ | ------------------------------ | ------------------------------ | -------------------------------------------------- |
| 38                             | 45                             | 8                              | #21 (VeeKay), & #55 (Palou) ongeluk achter de baan |
| 77                             | 85                             | 9                              | Debris                                             |
| 191                            | 196                            | 6                              | #10 (Rosenqvist) ongeluk bocht 2                   |
| 200                            | 200                            | 1                              | #4 (Kimball) ongeluk achter de baan                |
| Bron:                          |                                |                                |                                                    |

## Tussenstanden kampioenschap
| Pos. | Coureur         | Punten |
| ---- | --------------- | ------ |
| 1.   | Scott Dixon     | 53     |
| 2.   | Simon Pagenaud  | 40     |
| 3.   | Josef Newgarden | 37     |
| 4.   | Zach Veach      | 33     |
| 5.   | Ed Carpenter    | 30     |

| Pos. | Team      | Punten |
| 1.   | Honda     | 87     |
| 2.   | Chevrolet | 76     |